# Basílica d'Eredvi
La basílica d'Eredvi o basílica de Sant Jordi d'Eredvi (en georgià:ერედვის წმინდა გიორგის ბაზილიკა) és una construcció de l'Església ortodoxa georgiana de principis del segle X en el poble d'Eredvi a la regió de Xida Kartli, actualment territori en disputa d'Ossètia del Sud. Va ser construïda per l'arquitecte Tevdore Taplaisdze, que va posar els fonaments de l'església el 906, tal com es llegeix en una inscripció georgiana de l'edifici. L'església és una basílica de tres naus que, malgrat les reconstruccions posteriors, ha conservat les seves característiques arquitectòniques originals. L'església està inscrita en la llista dels Monuments culturals destacats de Geòrgia. Després de la Guerra russogeorgiana de 2008, els georgians van perdre l'accés a l'església i els serveis van ser restringits per les autoritats d'Ossètia del Sud.

## Localització i estat
L'església de Sant Jordi d'Eredvi es troba al poble d'Eredvi, a la vall de Lesser Liakhvi, a 5 km al nord-oest de la ciutat de Tskhinvali. El poble, la història documental del qual es remunta al segle xiv, era part de l'óblast autònoma d'Ossètia del Sud a la República Socialista Soviètica de Geòrgia, i va romandre sota el control georgià després de la Guerra a Ossètia del Sud (1991-1992), quan va ser envaït per les forces russes i d'Ossètia del Sud durant la Guerra russogeorgiana de 2008. En les hostilitats d'agost de 2008, la muralla de l'església d'Eredvi va resultar parcialment danyada. Segons l'Informe de Llibertat Religiosa Internacional del Departament d'Estat dels Estats Units per al 2014, les autoritats d'Ossètia del Sud no van permetre serveis a les esglésies ortodoxes georgianes, com Eredvi. Al 2017, el llogaret d'Eredvi, en gran part en ruïnes i privat de la seva població d'origen georgià, va ser completament demolit per les autoritats d'Ossètia del Sud amb l'ajut rus, tal com es va informar, per mitjans de comunicació d'Ossètia del Sud amb seu a Tskhinvali l'església no va ser tocada, també demostrat per un vídeo blocaire local.
L'església va ser inclosa en la llista dels Monuments Culturals destacats de Geòrgia el 2007, i està protegida com a part del Museu i Reserva de la Vall del Gran Liakhvi, l'administració del qual, després de la Guerra del 2008, té la seva base a l'exili al barri Verkhvebi de Gori i s'encarrega de recopilar informació sobre els monuments culturals d'Ossètia del Sud que van quedar fora del control de Geòrgia.

## Història i arquitectura
La basílica d'Eredvi està dins del complex d'una fortalesa en ruïnes, que consisteix en una muralla -amb forma de rectangle irregular- i dues torres al nord-oest. De les torres, una se'n troba en ruïnes i l'altra és de tres pisos, ambdues daten del segle xiii-XIV; la muralla va ser reconstruïda al segle xviii, en aquest temps tant la fortalesa com l'església estaven en possessió dels prínceps Pavlenishvili. L'església va ser considerada «miraculosa» pel príncep Vakhushti, i va ser descrita pel Dictionnaire géographique universel de 1826 com el lloc d'una peregrinació anual.
La basílica, de 13 × 21 metres, està construïda en pedra picada i coberta de teules. És un disseny modificat de tres naus, propi de l'arquitectura georgiana de principis de l'edat mitjana, i definit per l'historiador d'art Guiorgui Txubinaixvili com a basíliques de les «tres esglésies». Es tracta d'una sèrie d'esglésies, en les quals la nau central està completament separada de les naus laterals amb murs massissos, per tal de crear el que són quasi tres esglésies independents.
Un deambulatori embolcalla l'església pels quatre costats, inclosa la façana oriental, una característica inusual per a les esglésies contemporànies d'aquest tipus, que acostumaven a tenir un deambulatori únicament en tres costats. La nau principal està dividida per prominents pilastres en dues parts quasi iguals. La volta sobre la nau central està sostinguda per arcs. L'arc d'una absis semicircular és de dos nivells i té forma de ferradura. L'absis és més baixa que la sala central. L'entrada a l'església és pel sud, i addicionalment, per l'oest. La finestra i les portes estan decorades amb caps i creus de pedra tallada.

## Inscripció
La basílica d'Eredvi conté una inscripció gravada en escriptura medieval georgiana asomtavruli, col·locada a la part superior d'una columna rodona de la muralla sud. Està realitzada en nom de l'arquitecte Tevdore Taplaisdze i data de la fundació de l'església, l'any 906. El text esmenta dignataris laics i clergues contemporanis, com el rei Constantí III d'Abkhàzia, que recentment havia conquerit la regió més àmplia de Kartli dels seus governants Bagrationi, Ivane Tbeli, membre de la gran família noble de Kartli, i el bisbe Esteve de Nikozi, patró de l'església. La inscripció, a més a més, relata la campanya victoriosa de Constantí III contra Herècia i la seva reducció de la fortalesa de Vejini en aquest país.